# Ludwig Meidner

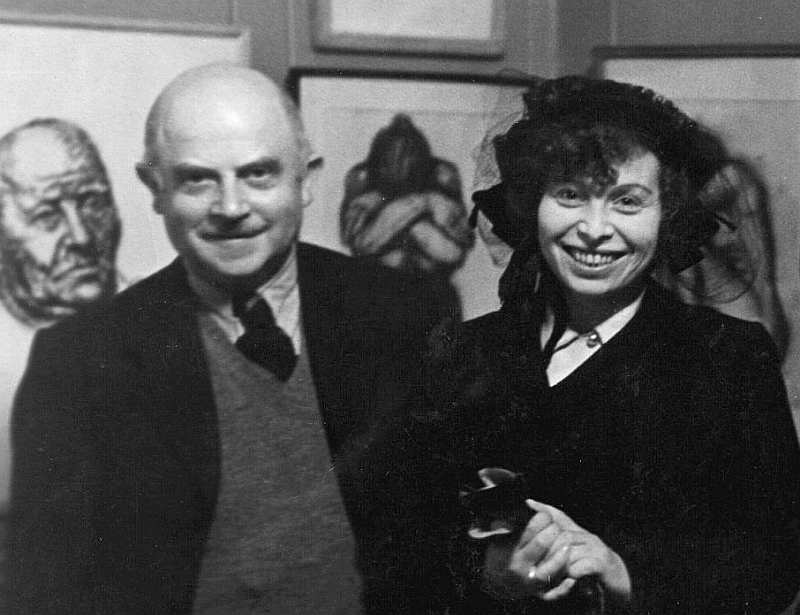
Ludwig Meidner mit seiner Ehefrau Else Meidner bei der Eröffnung der gemeinsamen Ausstellung in der Ben Uri Gallery (Ausschnitt), 1949

Ludwig Meidner (* 18. April 1884 in Bernstadt an der Weide, Landkreis Oels, Provinz Schlesien; † 14. Mai 1966 in Darmstadt) war ein deutscher Maler des Expressionismus sowie Dichter und Grafiker.

## Leben und Wirken
Ludwig Meidner besuchte von 1898 bis 1901 die Oberrealschule in Kattowitz. Anschließend studierte er von 1903 bis 1905 an der Breslauer Kunstakademie. 1905 zog er nach Berlin, wo er Radierunterricht im Atelier von Herrmann Struck nahm. 1906 bis 1907 besuchte er die Académie Julian und das Atelier Cormon in Paris. Hier entdeckte er die Kunst von Picasso, Gauguin und Ensor und befreundete sich mit Amedeo Modigliani. 1912 gründete er mit Richard Janthur und Jakob Steinhardt die Gruppe Die Pathetiker. Nach einer Ausstellung in der Galerie „Der Sturm“ von Herwarth Walden löste sich die Gruppe jedoch im selben Jahr wieder auf. In Berlin arbeitete Meidner an verschiedenen expressionistischen Zeitschriften mit, unter anderem Der Sturm, Die Aktion, Die Weißen Blätter oder Der Feuerreiter.
In Meidners Frühwerk sind Einflüsse des Impressionismus und Postimpressionismus erkennbar. Ab 1912 ist sein expressiver, dynamischer Stil von Kubismus und Futurismus geprägt. Sein Hauptthema zu dieser Zeit war das hektische Großstadtleben, das er in Gemälden, dynamischen Zeichnungen und Grafiken (etwa der Mappe Straßen und Cafés) festhielt. Meidner schrieb hierzu: „Malen wir das Naheliegende, unsere Stadt-Welt! die tumultuarischen Straßen, die Eleganz eiserner Hängebrücken, die Gasometer, welche in weißen Wolkengebirgen hängen, die brüllende Koloristik der Autobusse und Schnellzuglokomotiven, die wogenden Telefondrähte (sind sie nicht wie Gesang?), die Harlekinaden der Litfaß-Säulen, und dann die Nacht ... die Großstadt-Nacht..“
Ab 1912 entstanden auch Katastrophenszenarien: brennende Städte mit Kometen und Feuersäulen am Himmel, die von panischen Menschenmengen bevölkert sind. Diese Apokalyptischen Landschaften wurden (nicht nur) von Meidner später als Vorahnungen des Ersten Weltkrieges interpretiert. Im Herbst 1913 lernte Meidner den Dichter Ernst Wilhelm Lotz kennen, mit dem er im April 1914 ein Wohnatelier in Dresden bezog. 1914 entstand Meidners Mappe Krieg, die sich, während in Deutschland noch allgemeine Kriegseuphorie herrschte, bereits in düsteren Bildern kritisch mit dem Krieg auseinandersetzte. Der frühe Kriegstod von Lotz bedeutete für Meidner einen großen Verlust.
Meidner leistete von 1916 bis 1918 seinen Militärdienst als Dolmetscher im Kriegsgefangenenlager Merzdorf (Cottbus) ab. Hier entstanden auch seine beiden Bände mit expressionistischer, hymnischer Prosa Im Nacken das Sternemeer und Septemberschrei. Bekannt geworden ist die von Meidner stammende Umschlagzeichnung des 1919 bei Rowohlt erschienenen Buches Der politische Dichter von Walter Hasenclever. Nach kurzem Engagement in revolutionären Künstlergruppen wie der Novembergruppe wandte sich Meidner in den 1920er Jahren intensiv religiösen Themen zu. Die latente Beschäftigung mit der Religion (etwa dem Thema des Jüngsten Gerichts in den Apokalyptischen Landschaften) wurde mehr und mehr zu einer bewussten religiösen Sinnsuche im Medium der Kunst. Aus der Suche nach seiner religiösen Identität entstanden Darstellungen im Selbstporträt von jüdischen Propheten und religiösen Zeloten. Ab Mitte der 1920er Jahre, als Meidner sein Leben streng nach den religiösen Vorschriften des Judentums ausrichtete, zeichnete er viele biblische Szenen und Idealporträts frommer Juden im Gebet. Obwohl sein Stil jetzt zunehmend naturalistisch wurde, weisen seine Bilder weiterhin eine gewisse Dramatik und expressive Spannung auf.
Meidner war auch ein bedeutender Porträtist, der viele Intellektuelle, besonders Schriftsteller, der Weimarer Republik in psychologisch intensiven Bildnissen festhielt. Neben Porträts in Ölmalerei schuf Meidner, vor allem zwischen 1914 und 1928, zahlreiche Porträtradierungen. Zu den Porträtierten zählen unter anderem die Dichter Johannes R. Becher, Max Herrmann-Neiße, Johannes Baader und Paul Zech, die Maler Conrad Felixmüller und Otto Th. W. Stein, die Schauspieler Eugen Klöpfer und Lotte Lenya, die Kunstkritiker Paul Westheim und Ernst Cohn-Wiener, der Pianist Walter Kaempfer, der Kunsthändler Israel Ber Neumann oder der Rabbiner Leo Baeck.
Zwischen 1927 – dem Jahr seiner Eheschließung – und 1932 zog sich Meidner weitgehend als bildender Künstler zurück und schrieb zahlreiche Feuilletons, die hauptsächlich im Kunstblatt, im Berliner Börsen-Courier und im Berliner Tageblatt erschienen.
Nach 1933 erhielt Meidner Mal- und Ausstellungsverbot im nationalsozialistischen Deutschland. Um dem wachsenden antisemitischen Druck zu entgehen, nahm er 1935 eine Stelle als Zeichenlehrer am jüdischen Realgymnasium Jawne in Köln an. In Theodor Fritschs Hetzwerk Handbuch der Judenfrage wurde er 1936 als „führender Kunstjude“ gebrandmarkt. In der NS-Aktion „Entartete Kunst“ wurde eine große Anzahl von Bildern Meidners aus Museen und öffentlichen Sammlungen beschlagnahmt, viele danach vernichtet. Sein „Selbstbildnis“ (Tafelbild, Öl, 1912) aus dem Hessischen Landesmuseum Darmstadt wurde auf der Wanderausstellung „Entartete Kunst“ gezeigt.
1939 emigrierte Meidner nach London, wo er unter schwierigsten materiellen Umständen lebte. 1940–1941 war er als „Feindlicher Ausländer“ in verschiedenen Internierungslagern. Im Londoner Exil entstanden neben Aquarellen und Zeichnungen mit religiöser Thematik auch ein Bilderzyklus zur Judenverfolgung und einer Serie von humoristischen Szenen und Blättern, die ein groteskes Welttheater zeigen.
Da Meidner in London als Künstler nicht Fuß fassen konnte, kehrte er 1953 nach Deutschland zurück. Er vermisste Deutschland und schrieb an einen Freund: „Ich weiß nicht, ob Deutschland noch der Ort sein kann, wo Juden in größerer Zahl existieren und mitarbeiten können. Aber ich selber kann nur leben, wo man deutsch spricht und schreibt; noch immer liebe ich das, da ist nichts zu machen.“ Nach einem Aufenthalt im jüdischen Altersheim in Frankfurt am Main bezog er durch Vermittlung der Galeristin Hanna Bekker vom Rath ein Atelier in Hofheim am Taunus im Ortsteil Marxheim. 1963 übersiedelte er nach Darmstadt, wo er seine letzten Lebensjahre verbrachte. Ludwig Meidner wurde auf dem Jüdischen Friedhof in Darmstadt bestattet.
Seine Ehefrau war die Grafikerin und Malerin Else Meidner. Sie war zunächst seine Schülerin, beharrte aber stets auf ihrer künstlerischen Eigenständigkeit. Sie heirateten im Jahr 1927 und bekamen zwei Jahre später ihren Sohn David. Anders als ihr Mann wollte Else Meidner nicht nach Deutschland zurückkehren und blieb in London.
Im Gegensatz zu anderen expressionistischen Künstlern, etwa den Malern der Brücke oder des Blauen Reiters, wurde Meidner erst spät wiederentdeckt. Seit den späten 1980er Jahren, als seine Werke (auch auf dem Kunstmarkt) wieder international Beachtung fanden, gilt er als einer der Hauptvertreter des urbanen Expressionismus. Ludwig Meidner war Mitglied im Deutschen Künstlerbund.
Sein künstlerischer Nachlass wird im Ludwig Meidner-Archiv im Jüdischen Museum Frankfurt betreut, das auch die künstlerischen Urheberrechte Meidners verwaltet. Die 1990 gegründete Ludwig-Meidner-Gesellschaft in Frankfurt am Main publizierte 2023 das Werkverzeichnis der Gemälde Meidners bis 1927. Der schriftliche Nachlass wird seit 1996 im Stadtarchiv Darmstadt aufbewahrt und sukzessive für die Öffentlichkeit zugänglich gemacht.

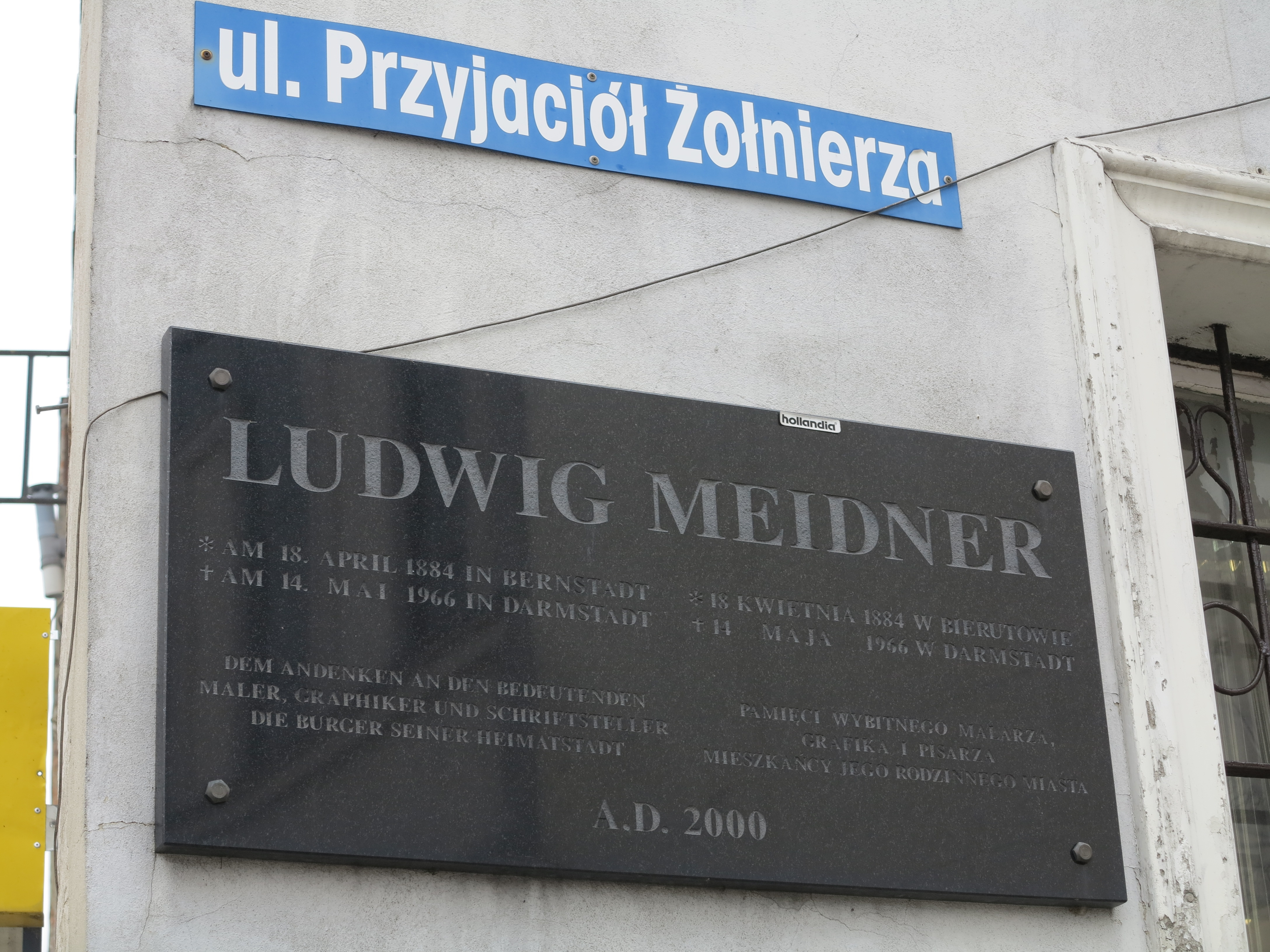
Gedenktafel für Ludwig Meidner in Bierutów

## Museen und öffentliche Sammlungen, aus denen 1937 Bilder Meidners beschlagnahmt wurden
Nationalgalerie (Kronprinzen-Palais) und Kupferstichkabinett Berlin, Schlesisches Museum der Bildenden Künste Breslau, Kunsthütte Chemnitz, Anhaltische Gemäldegalerie Dessau, Staatliches Kupferstichkabinett Dresden, Städelsches Kunstinstitut und Städtische Galerie Frankfurt/Main, Kunstsammlungen der Stadt Düsseldorf, Museum für Kunst und Heimatgeschichte Erfurt, Museum Folkwang Essen, Kunstsammlungen der Universität Göttingen, Städtisches Museum für Kunst und Kunstgewerbe Halle/Saale, Kunsthalle Hamburg, Provinzial-Museum Hannover, Staatliche Kunsthalle Karlsruhe, Wallraf-Richartz-Museum Köln, Museum der bildenden Künste Leipzig, Museum Behnhaus Lübeck, Kaiser-Friedrich-Museum Magdeburg, Städtische Kunsthalle Mannheim, Staatliches Museum Saarbrücken, Museum für Kunst und Kunstgewerbe Stettin, Württembergische Staatsgalerie Stuttgart, Städtische Bildergalerie Wuppertal-Elberfeld und Ruhmeshalle Wuppertal-Barmen.

## Ausstellungen (Auswahl)
- 2002: Ludwig und Else Meidner. Ausstellung im Jüdischen Museum Frankfurt
- 2004: Weltentaumel, Städtische Galerie Speyer
- 2016: Horcher in die Zeit. Ludwig Meidner im Exil. Museum Giersch, Frankfurt am Main.[18]
- 2016: Jugend und Alter. Ludwig Meidners Porträts aus den 1950er und 1960er Jahren. Stadtmuseum Hofheim am Taunus, Hofheim am Taunus 2016, Katalog.[19]
- 2016/2017: Ludwig Meidner. Begegnungen. Museum Künstlerkolonie Darmstadt.
- 2022/23: Hier bin ich – Meidner. Kabinettausstellung im Jüdischen Museum Frankfurt

## Werke (Auswahl)
- Das Eckhaus, 1913, Museo Thyssen Bornemisza, Madrid
- Revolution (Barrikadenkampf, Rückseite: Apokalyptische Landschaft), 1913, Neue Nationalgalerie, Berlin
- Die brennende Stadt, 1913, Saint Louis Art Museum
- Bildnis Max Herrmann-Neiße, 1913, The Art Institute of Chicago
- Apokalyptische Landschaft (Beim Bahnhof Halensee), 1913, Los Angeles County Museum of Art
- Apokalyptische Landschaft (Spreehafen, Berlin), 1913, Saarland Museum, Saarbrücken
- Ich und die Stadt, 1913, Privatbesitz
- Apokalyptische Stadt, 1913, Westfälisches Landesmuseum für Kunst und Kulturgeschichte, Münster
- Johannes R. Becher. Porträt, 1915, Archiv der Akademie der Künste, Berlin
- Apokalyptische Landschaft, 1916, Kunstforum Ostdeutsche Galerie, Regensburg
- Der Jüngste Tag, 1916, Berlinische Galerie
- Porträt Lotte Lenya, 1925, Stadtmuseum Berlin
- Porträt Leo Baeck, 1931, Jüdisches Museum Berlin
- Junge Frau in grünem Kleid (Ingrid Dennerlein), 1965, Jüdisches Museum Frankfurt